# اتحادیه فوتبال مالدیو
فدراسیون فوتبال مالدیو نهاد اداره‌کنندهٔ فوتبال در مالدیو است. این نهاد در سال ۱۹۸۲ پایه‌گذاری شده و اکنون عضو کنفدراسیون فوتبال آسیا است. در حال حاضر ریاست این نهاد بر عهدهٔ علی عظیم می‌باشد.